# Raparna fumicollis
Raparna fumicollis är en fjärilsart som beskrevs av Alois Friedrich Rogenhofer 1873. Raparna fumicollis ingår i släktet Raparna och familjen nattflyn. Inga underarter finns listade.